# Jacques-Joseph Herregodts de Nieuwmunster
Jacques-Joseph Herregodts (Bergen, 9 januari 1725 - Brugge, 16 februari 1804), heer van Nieuwmunster, was een edelman en ambtenaar in de Zuidelijke Nederlanden.

## Levensloop
Hij was een zoon van Jean-Adrien Herregodts en van de Kortrijkse Jeanne Coppieters (1686-1725), zijn tweede echtgenote, die in het kinderbed overleed. Jean-Adrien was luitenant in het regiment van de markies de Bournonville dat in Bergen gelegerd was en werd later majoor van de citadel in de stad Gent. Jacques-Joseph kreeg als voogd van moederszijde zijn oom Joseph-Louis Coppieters (1687-1759), thesaurier-generaal van Kortrijk en West-Vlaanderen.
Hij was pas twintig toen hij trouwde met zijn nicht Marie-Anne Coppieters (Brugge, 1 oktober 1719 - 30 augustus 1755), oudste van de elf kinderen van Charles-Henri Coppieters de Cruyshille (1692-1749), algemeen ontvanger van de keizerlijke domeinen voor het kwartier van Brugge.
In 1749 overleed zijn schoonvader en werd hij als zijn opvolger benoemd, een ambt dat hij uitoefende tot in 1794. Hij beheerde ook nog andere feodale ontvangerijen zoals die van de tiende penning en van het reliëf. In 1773 werd hij ontvanger van de goederen van het opgeheven college van de jezuïeten in Brugge.
In 1755 werd hij weduwnaar en in 1768 hertrouwde hij met de twintig jaar jongere Marie-Thérèse Willaeys (1741-1809). Zij was de weduwe van ridder Charles de Vooght, schepen van het Brugse Vrije. Herregodts nam het ambt van de Vooght over en werd levenslang schepen van het Brugse Vrije. Toen in 1788 grondige wijzigingen werden doorgevoerd in de ambtelijke organisaties, bleef hij zich handhaven. Ook tijdens de Brabantse Omwenteling bleef hij schepen en tijdens de eerste Oostenrijkse restauratie (1790-1792) eveneens. Tijdens de eerste Franse overheersing verloor hij zijn zetel, maar tijdens de tweede Oostenrijkse restauratie (1793-1794) won hij hem terug. De tweede Franse overheersing (juli 1794) betekende het einde van zowel zijn politieke als zijn ambtelijke mandaten. Op 2 juli 1794 kwamen Franse commissarissen zijn ontvangerijen afsluiten en de beschikbare gelden meenemen. Als voormalig vertegenwoordiger van het Oostenrijks gezag verwachtte hij weinig goeds van het nieuwe bestuur en hij emigreerde met zijn gezin onmiddellijk naar Wenen. In oktober 1795 was hij nochtans in Brugge terug.
Herregodts had een zoon en een dochter uit zijn eerste huwelijk, en nog een dochter uit het tweede. Joseph Herregodts (1749-1797) bleef, zoals zijn vader, trouw aan de Oostenrijkers, maar overleed vroegtijdig. Anne-Marie Herregodts (1746-1825) trouwde met Joseph Van de Velde (†1808), raadsheer bij het Rekenhof in Brussel. Ze emigreerden naar Wenen, waar ze in armoedige omstandigheden leefden en overleden. Sophie Herregodts (1769-1813) trouwde, tijdens de emigratie, in Düsseldorf in 1794 met Jan Willem van Leempoel die een van de laatste rectoren was van de jozefistische universiteit van Leuven. Ze hadden een zoon, Gustave van Leempoel de Nieuwmunster (1795-1877), burggraaf en Belgisch senator. 
Herregodts had een kunstverzameling aangelegd, die enkele maanden na zijn dood publiek werd geveild.

## In het  sociale leven
Herregodts speelde een rol in het Brugse sociale leven.
- Hij werd in 1750 lid van de Rederijkerskamer van de Heilige Geest. In 1786 werd hij er proost.
- In 1751 werd hij lid van de schuttersgilde van Sint-Joris.
- In 1774 werd hij (samen met zijn vrouw) lid van de schuttersgilde van Sint-Sebastiaan.
- Hij was beheerder van de Confrerie van het Concert, de uitbater van de Brugse schouwburg.
- Hij was confrater en bestuurslid van de Brugse Academie.
- Hij was lid van de Brugse vrijmetselaarsloge La Parfaite Égalité (1765-1774).
- Hij was dismeester voor de parochie Sint-Gillis.
- In 1786 behoorde hij tot de stichters van de Brugse Société Littéraire.

Herregodts behoorde tot de familieclan waar burgemeester Robert Coppieters de spil van was. In zijn dagboek vermeldde de burgemeester vaak zijn familielid ter gelegenheid van kaartavonden, diners, boottochten of bijeenkomsten op elkaars buitengoed.